# Unión Democrática Centroafricana
Unión Democrática Centroafricana (UDC; en francés: Union Démocratique Centrafricaine) fue un partido político existente en la República Centroafricana.
La UDC fue creada por David Dacko en 1980 en un congreso realizado en marzo de ese año. Dacko señaló que la UDC era la continuación del antiguo partido Movimiento por la Evolución Social del África Negra (MESAN).
Entre 1980 y 1981, la UDC fue el único partido político existente en el país, que se regía bajo un sistema unipartidista.